# Mavi Marmara
Die Mavi Marmara (türkisch für Blaues Marmarameer) ist ein Passagierschiff, das im Mai 2010 durch seine Beteiligung am „Ship-to-Gaza-Konvoi“ bekannt wurde.

## Geschichte
Das Schiff wurde 1994 von der Istanbuler Werft Türkiye Gemi Sanayii A.Ş. gebaut und hat eine Kapazität von 1.080 Passagieren. Ursprünglich war es als Fährschiff im Marmarameer eingesetzt. Ab 12. April 2007 gehörte es der Istanbuler Gesellschaft İstanbul Deniz Otobüsleri A.Ş., danach war es vom Februar 2009 bis April 2010 im Besitz der Stadt Istanbul. Im April 2010 wurde das Passagierschiff an die türkische Organisation İnsan Hak ve Hürriyetleri ve İnsani Yardım Vakfı (IHH) veräußert und am 1. Mai 2010 unter komorische Flagge gebracht.

### Ship-to-Gaza-Reise

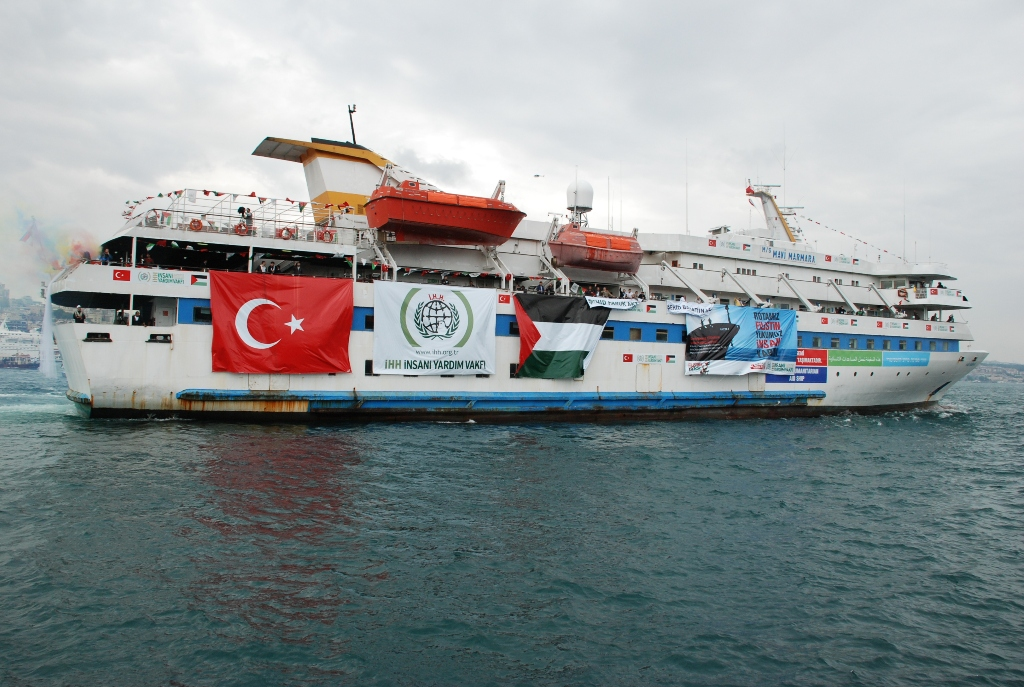
Die Mavi Marmara am 22. Mai 2010

Die Mavi Marmara wurde 2010 von der IHH speziell für die Fahrt nach Gaza erworben.
Im Mai 2010 wurde ein internationaler Konvoi von sechs Schiffen, beladen mit rund 10.000 Tonnen Hilfsgütern und fast 700 Teilnehmern an Bord, organisiert. Die sechs Schiffe wurden von verschiedenen Organisationen entsandt, darunter die Free-Gaza-Bewegung, die türkische IHH und die griechische Initiative Boat for Gaza. Ziel der Reise war, die israelische Seeblockade des Gazastreifens zu durchbrechen und Hilfe nach Gaza zu transportieren.
Mit der Mavi Marmara reisten 581 Aktivisten, etwa 400 davon türkische Staatsbürger.
Am 31. Mai 2010, auf der Route nach Gaza, wurde die Mavi Marmara von der israelischen Marine in internationalen Gewässern aufgebracht, nachdem diese zuvor angekündigt hatte, den Konvoi daran zu hindern, die Blockade des Gazastreifens zu durchbrechen. Beim Entern der Mavi Marmara wurden neun Aktivisten getötet und über vierzig Aktivisten sowie sieben israelische Soldaten verletzt.